# Tirthahalli
Tirthahalli è una suddivisione dell'India, classificata come town panchayat, di 14.806 abitanti, situata nel distretto di Shimoga, nello stato federato del Karnataka. In base al numero di abitanti la città rientra nella classe IV (da 10.000 a 19.999 persone).

## Geografia fisica
La città è situata a 13° 41' 60 N e 75° 13' 60 E e ha un'altitudine di 590 m s.l.m..

## Società

### Evoluzione demografica
Al censimento del 2001 la popolazione di Tirthahalli assommava a 14.806 persone, delle quali 7.495 maschi e 7.311 femmine. I bambini di età inferiore o uguale ai sei anni assommavano a 1.512, dei quali 770 maschi e 742 femmine. Infine, coloro che erano in grado di saper almeno leggere e scrivere erano 11.784, dei quali 6.204 maschi e 5.580 femmine.